# Pastebin
Pastebin — вебсервіс, який дозволяє завантажувати уривки тексту (зазвичай фрагменти програмного коду) для можливості перегляду іншими. Такий сервіс дуже популярний серед користувачів IRC-мереж, де вставка великих фрагментів тексту на канали вважається поганим тоном. Сервіс також часто використовується користувачами миттєвих повідомлень. В інтернеті існує безліч pastebin-сервісів, більшість з яких підтримує підсвічування синтаксису різних мов програмування та спеціальної розмітки.

## Особливості
Попри те, що функції pastebin фактично зводяться до швидкого розміщення блоку тексту в інтернет і не більше, існує ряд особливостей, які покликані зробити роботу з додатком комфортною:
- Підтримка кирилиці. Ранні реалізації замінювали всі символи кирилиці SGML-сутностями, фактично роблячи код непридатним для копіювання назад в редактор. У наш час[коли?] ситуація трохи краща, хоча Unicode використовують далеко не всі реалізації.
- Можливість редагування. Часто поставлену проблему можна вирішити незначною правкою одного-двох рядків коду, в цьому випадку можливість відредагувати текст без переходу на інші сторінки дуже зручна.
- Функція показу відмінностей між версіями (diff).
- CAPTCHA. Багато сервісів стурбовані спамом, і тому не приймають текст без введення перевірочного коду.
- Обов'язкові поля і підтвердження відправки. Фактично, необхідні поля — фрагмент коду і режим підсвічування синтаксису, у решті полів повинні використовуватися розумні параметри за замовчуванням.
- Зручний і практичний інтерфейс, не переобтяжений зайвою інформацією, без настирливої реклами. З великим багаторядковим полем введення. Зокрема, клавіша Tab використовується програмістами для створення відступів у коді, однак в HTML-формах Tab перемикає фокус між полями.